# Chrysopa septemmaculata
Chrysopa septemmaculata is een insect uit de familie van de gaasvliegen (Chrysopidae), die tot de orde netvleugeligen (Neuroptera) behoort. 
Chrysopa septemmaculata is voor het eerst wetenschappelijk beschreven door Tsukaguchi in 1995.